# ورزشگاه الحسن
ورزشگاه الحسن (به عربی: ستاد الحسن) ورزشگاهی چندمنظوره در اربد، اردن می‌باشد. امروزه از آن بیشتر برای برپایی مسابقه‌های فوتبال و به عنوان ورزشگاه خانگی باشگاه فوتبال الحسین اربد استفاده می‌شود. این ورزشگاه گنجایش ۱۰٬۰۰۰ نفر تماشاچی را دارد.